# Roy Dotrice
Pour les articles homonymes, voir Dotrice.
Roy Louis Dotrice est un acteur et scénariste britannique né le 26 mai 1923 à Guernesey (Bailliage de Guernesey) et mort le 16 octobre 2017 à Londres (Angleterre).
Il est le père de l'actrice Karen Dotrice.

## Biographie
Roy Dotrice a en particulier, joué le rôle de Leopold Mozart, père de Wolfgang Amadeus Mozart, dans le film Amadeus de Milos Forman. 
Avec Ron Perlman, il a été co-vedette de la série Beauty and the Beast. 
Roy Dotrice meurt le 16 octobre 2017 à l’âge de 94 ans, de causes naturelles.

## Théâtre & Spectacle
Roy Dotrice a joué dans le spectacle Game of Thrones.

## Filmographie

### comme acteur

#### Cinéma
- 1960 : Les Criminels (The Criminal) : Dandy Nicholls
- 1965 : Les Héros de Télémark (The Heroes of Telemark) : Jensen
- 1968 : Du sable et des diamants : David Carland
- 1969 : Lock Up Your Daughters! : Gossip
- 1970 : Toomorrow : John Williams
- 1970 : The Buttercup Chain : Martin Carr-Gibbons
- 1971 : Hændeligt uheld : Henrik Vinther
- 1971 : Nicolas et Alexandra (Nicholas and Alexandra) : le général Alexeïev
- 1972 : Hide and Seek (en)
- 1972 : Histoires d'outre-tombe (Tales from the Crypt) : Charles Gregory (segment Wish You Were Here)
- 1976 : Not Now, Comrade
- 1980 : Saturn 3 : Benson (voix)
- 1984 : Cheech & Chong's The Corsican Brothers : The Evil Fuckaire / Ye Old Jailer
- 1984 : Amadeus : Léopold Mozart
- 1986 : Decapitron (Eliminators) : Abbott Reeves
- 1990 : Le Prince et le Pauvre (The Prince and the Pauper) : narrateur (voix)
- 1991 : The Good Policeman : Cardinal O'Bannon
- 1991 : Suburban Commando : Zanuck
- 1992 : The Lounge People : Jeeves
- 1992 : Le Feu sur la glace (The Cutting Edge) : Anton Pamchenko
- 1994 : Swimming with Sharks : Cyrus Miles
- 1995 : Les Amants du nouveau monde (The Scarlet Letter) : Révérend Thomas Cheever
- 2003 : Alien Hunter : Dr John Bachman
- 2004 : Olympiad 448 BC: Olympiad of Ancient Hellas : Anaxagoras (Star / Lead)
- 2006 : These Foolish Things (en) : Lord Carter
- 2006 : Played : Jack Rawlings
- 2008 : Hellboy II : Les légions d'or maudites (Hellboy II: The Golden Army) : le roi Balor

#### Télévision
- 1957 : Treasure Island (téléfilm) : Abe Gray
- 1958 : The Government Inspector (téléfilm) : un soldat
- 1965-1970 : The Wars of the Roses (mini-série) : Edward IV
- 1967 : Misleading Cases (série télévisée) : Albert Haddock
- 1967 : Dial Rudolph Valentino One One (téléfilm) : Dad
- 1969 : Imperial Palace (mini-série) : Evelyn Orcham
- 1970 : Solo (série televisée) : Anton Chekhov
- 1972 : Clochemerle (série télévisée) : Curé Ponosse
- 1975 - 1976: Cosmos 1999 : commissaire Simmonds (2 épisodes)
- 1976 : Alien Attack (téléfilm) : Commissioner Simmonds
- 1976 : Dickens of London (feuilleton TV) : Charles Dickens / John Dickens
- 1978 : Stargazy on Zummerdown (téléfilm) : Israel Tonge
- 1981 : Mister Lincoln (téléfilm) : Abraham Lincoln
- 1981 : Family Reunion (téléfilm) : Lester Frye
- 1985 : The Corsican Brothers (téléfilm)
- 1986 : Shaka Zulu (feuilleton TV) : roi George IV
- 1987 : L'Agence tous risques : saison 5 : épisode Lame de fond : Charles Jourdan
- 1987 : Young Harry Houdini (téléfilm) : Sir Arthur Conan Doyle
- 1987 : La Belle et la Bête : le Père / Jacob Wells
- 1989 : The Lady Forgets (téléfilm) : Payton Massey
- 1991 : For the Greater Good (téléfilm) : Charles Truman MP
- 1992 : Going to Extremes (série télévisée) : Docteur Croft (épisodes non connus)
- 1994 : Les Enfants de la nuit (Children of the Dark) (téléfilm) : Dr Burnham
- 1998 : Le Plus beau cadeau de Noël (Like Father, Like Santa) (téléfilm) : Ambrose Booth
- 2000 : Madigan de père en fils (Madigan Men) (série télévisée) : Seamus Madigan (épisodes non connus)
- 2004 : La Femme mousquetaire (La Femme Musketeer) (téléfilm) : Commander Finot
- 2012 : Game of Thrones : Hallyne

### comme scénariste
- 1987 : La Belle et la Bête (Beauty and the Beast) (série télévisée)